# Pyroderces argyrogrammos
Pyroderces argyrogrammos — вид лускокрилих комах родини розкішних вузькокрилих молей (Cosmopterigidae).

## Поширення
Вид поширений в Центральній і Піденній Європі, на Канарських островах, в Північній Африці, Туреччині, Західній і Середній Азії, в Китаї.

## Опис
Розмах крил становить 11-17 мм. Голова біла з коричневими боками, тіло вохристо-коричневе. Вусики вохристо-сірі і мають білу лінію, яка простягається від основи до кінця першої чверті. Передні крила вохристо-коричневі, мають шовковисто-білі мітки. Посередині внутрішнього краю крила є дві плями, ще одна знаходиться в комірці дискального поля.

## Спосіб життя
Метелики літають з кінця квітня до кінця вересня. За рік буває два-три покоління. Личинки живляться насінням різних видів айстрових (Asteraceae), включаючи дев'ятисила, волошки та будяка. Заляльковується у коконі з насінного пуху кормових рослин.